# 183
Năm 183 là một năm trong lịch Julius. 